# Galactic Civilizations II: Dread Lords
Galactic Civilizations II: Dread Lords (comúnmente conocido como GalCiv II o GalCiv2) es un videojuego calificado como de construcción de imperios y de  estrategia por turnos desarrollado por Stardock. Es la secuela de Galactic Civilizations (a su vez basado en el Galactic Civilizations del sistema operativo OS/2), y fue lanzado en un principio tanto mediante el servicio de subscripción en línea de Stardock, TotalGaming.net, como en las tiendas de los Estados Unidos el 21 de febrero de 2006. Una expansión, Galactic Civilizations II: Dark Avatar, se lanzó en febrero de 2007. Una segunda expansión, Galactic Civilizations II: Twilight of the Arnor, se lanzó en abril de 2008.
GalCiv II se ubica en el siglo XXIII, donde múltiples civilizaciones alienígenas, incluyendo a los humanos, luchan por conquistar la galaxia, planeta por planeta, por la fuerza, la diplomacia, la influencia cultural, o la tecnología. GalCiv II se centra en la experiencia de un solo jugador, que consiste en un modo campaña y un modo "Sandbox" y omite el modo multijugador. El juego destaca por su inteligencia artificial, que es desafiante sin tener añadidos recursos o habilidades que no tuviera ya el jugador en ese momento, como es común en la mayoría de los juegos de estrategia. O lo que es lo mismo, la IA supone un desafío al jugador, trabajando esta con las mismas cartas con las que cuenta el jugador, ninguna más. El juego tuvo un modesto éxito comercial, y fue recibido favorablemente por la crítica, ganando múltiples premios Editor's Choice.  Stardock también optó por una estrategia de distribución bastante inusual que carece de prevención de la copia, y permitió una amplia fabricación de mods para su videojuego desarrollados por la comunidad.

## Sinopsis
La historia de Galactic Civilizations II y los antecedentes narrativos de la saga descansan en una serie de historias cortas escritas por el CEO de Stardock, Brad Wardell.
Una poderosa y altamente avanzada civilización, recordada en las leyendas solo como Los Precursores, colonizaron gran parte de la galaxia [vía láctea] incontables milenios atrás. A medida que especies más jóvenes de toda la galaxia comenzaban a desarrollar los inicios de sus propias civilizaciones primitivas, esto llevó a una ruptura filosófica de la sociedad de los Precursores. La facción de Arnor quería guiar las civilizaciones más jóvenes hacia la iluminación. La facción Señores del Terror (Dread Lords) quería exterminarlas.
Este conflicto estalló en una guerra civil catastrófica. Los Señores del terror estuvieron a punto de destruir a los Arnor en la batalla final de la guerra. Sin embargo, antes de que el golpe final fuera dado, los Señores del terror y los Arnor desaparecieron misteriosamente al mismo tiempo, como desvanecidos.
Las civilizaciones más jóvenes con el tiempo comenzaron a explorar la galaxia por sí mismos, pero su progreso fue lento. La primera fase de exploración fue posible gracias a la invención de la Puerta Estelar. Una puerta estelar es una edificación cara de construir y solo puede transportar una nave desde esta a otra Puerta Estelar, que primero tiene que ser construida en el lugar de destino.
La civilización más joven en alcanzar el estatus de civilización mayor en aquel momento, la humanidad, obtuvo los planos para la construcción de una Puerta estelar después de que la civilización Arcean hubiera iniciado el Primer contacto con la humanidad. Los científicos humanos se dieron cuenta de que, con la inclusión de una fuente de energía de fusión, popular entre los humanos, no así con los aliens, la tecnología detrás de las puertas estelares podría ser implementada para crear un motor de Hiperimpulsión. La Hiperimpulsión permitió a las naves espaciales viajar a grandes distancias por su cuenta.
Con toda la galaxia ahora al alcance de la mano, las principales civilizaciones comenzaron una carrera por explorar, colonizar y, en algunos casos, intentar conquistar la galaxia. Los ejércitos se movilizaron, flotas de naves de guerra fueron construidas y la galaxia se encontró una vez más al borde de la guerra total. A medida que las civilizaciones más jóvenes se preparaban para el conflicto venidero, los Señores del Terror regresaron.
El jugador debe guiar las acciones de la Humanidad mientras estos intentan evitar que la tecnología de los Precursores sea descubierta por sus enemigos, luchan en una guerra galáctica entre las grandes potencias y sobreviven a la embestida de los Genocidio Señores del terror.

## Características y conceptos del juego
El juego se juega en lo que se conoce como una "Sandbox" de tamaño galaxia, donde el objetivo es lograr la victoria sobre  opositores en una de estas cuatro maneras - la conquista militar, la dominación cultural, la alianza universal o la supremacía tecnológica. Una Sandbox representa el estilo libre de juego, donde el jugador es libre de desarrollar la historia que quiera. Esta "caja de arena" puede ser personalizada en cuanto a tamaño de la galaxia, grado de habitabilidad de los planetas y entre otras características, así como la dificultad de la IA. El juego también incluye una campaña conducida por el argumento que se señala en el título, los "Señores del terror".

### Civilizaciones
El juego cuenta con 10 civilizaciones jugables preestablecidas, y también permite al usuario crear una civilización personalizada. Ocho de las civilizaciones preestablecidas regresan del original Galactic Civilizations y su expansión: la Alianza Terran, El Colectivo Yor, El Imperio Drengin, La República Altariana, la Legión Drath, la Confederación Toriana, el Dominion de los Korx, y el Imperio Arcean. Las otras dos civilizaciones preestablecidos son nuevas: el Refugio de Iconian y el Imperio Thalan. Las Civilizaciones menores (que no intervienen a la hora de decidir las condiciones de victoria, y que tienen una IA más débil), como los Snathi (similares a roedores), también aparecen en el juego.
Cada civilización preestablecida tiene una combinación distinta de IA personalidad y ventajas integradas. Los Korx, por ejemplo, se centran en el dinero, y por lo tanto tienen una ventaja económica. Los Terrans son diplomáticos excelentes, los Drengin tienen magníficas naves y soldados, los Torianos tienen un crecimiento rápido de la población, y el Colectivo Yor tiene poblaciones muy leales.

### Diseño de las Naves
Una de las críticas del Galactic Civilizations original fue su falta de personalización estética de las naves espaciales. Nuevas naves espaciales estuvieron disponibles cuando la tecnología adecuada fue investigada para crearlas. Galactic Civilizations II incluye un altamente configurable editor 3D de diseño de naves espaciales. La investigación tecnológica ahora abre los componentes que los jugadores utilizan para crear sus propios diseños personalizados de nave en 3D a partir de una variedad de cascos de nave predefinidos. las naves de los usuarios son renderizadas en tiempo real y son mostradas tanto en la pantalla principal como en las batallas de flota. Aparte de la selección de componentes, el diseño de una nave no tiene efecto en sus capacidades de combate, es solo estético, ya que esto daría ventaja a quienes tuvieran las mejores piezas y no una igualdad de condiciones frente a la IA, como se ha dicho con anterioridad.
Cada nave es diseñada en torno a una clase particular de casco - diminuto, pequeño, de carga, mediano, grande y enorme - y tiene un número predeterminado de puntos de vida y capacidad. Cada componente de la nave, requiere una cierta cantidad de espacio. Los avances tecnológicos pueden dar lugar a componentes mejorados que ocupan menos espacio (con lo que se pueden poner más en una nave, pero que por lo general cuestan más para construir). Los buques existentes pueden actualizarse para utilizar estos nuevos componentes, aunque a menudo es más barato que utilizarlos como carne de cañón y reemplazarlos con nuevas naves.
Hay tres combinaciones de objetos para la defensa y para el ataque:
| Ataque                    | Defensa            |
| ------------------------- | ------------------ |
| Armas de Haces de energía | Escudos de energía |
| Misiles                   | Defensa de punto   |
| Mass drivers              | Armadura           |

Las Defensas funcionan mejor contra el arma de ataque con el cual están enfrentadas. Un mecanismo de defensa contra un ataque diferente al cual está especializado en repeler se reduce a la raíz cuadrada del valor de defensa (con un mínimo de 1). Por ejemplo, nueve unidades de defensa de escudo de energía otorgan la misma protección contra Mass Drivers que solo tres unidades de armadura.
Los motores son otro componente, y proporcionan un aumento favorable del ratio de tamaño/potencia (lo que hace más potentes las naves sin necesidad de ser más voluminosas) con investigaciones posteriores. Varios componentes adicionales disponibles en todo momento son sensores, soporte vital (para alcance extra), y módulos de construcción y colonización entre otros. Cada componente se puede añadir múltiples veces con efecto sumador, un jugador podría crear un luchador rápido con mucho alcance con dos láseres, dos motores de iones, un módulo de soporte, y un escudo.
Una amplia variedad de componentes no funcionales, tales como alas, torres, estructuras de ruedas, y luces pueden añadirse para fines estéticos. Estos no gastan el recurso espacio de una nave y su construicción tampoco cuesta recursos. Hay varios conjuntos, cada uno de los cuales se asigna a cada civilización, aunque el jugador no está restringido en la selección de estos.

### Motor 3D
Galactic Civilizations II está potenciado por un motor 3D personalizado, creado por los propios desarrolladores. Aunque la mayoría de los elementos de la interfaz de usuario se muestran en 2D. Los planetas y las naves se limitan a un solo plano en el espacio, pero el usuario puede alejar o acercar a su antojo, incluso para ver los detalles de cada nave. Los jugadores pueden alejar la imagen para ver el mapa galáctico a gran escala, un punto en el que las naves, los planetas y las anomalías son reemplazados por iconos. Es posible jugar el juego en este modo.
Los diseños de las naves del jugador son puestos a prueba en batallas de flota a pantalla completa en un entorno separado al de la pantalla principal. Lo que se muestra en la pantalla durante una batalla de flota no es algo dirigido por el usuario, sino que es una extrapolación de todas los parámetros implicados en esa batalla. Es posible verlas desde varios puntos de vista y usar el avance rápido y el retroceso durante estas entre otros. Las invasiones planetarias son tratadas por separado, en función de una combinación de la tecnología en general, la capacidad bélica, la cantidad de fuerzas disponibles para cada lado, y los métodos opcionales de ataque (que tienden a proporcionar ventajas a costa de la disminución de la calidad planetaria o destruyendo mejoras planetarias).

### Inteligencia Artificial
Un aspecto importante de Galactic Civilizations II es la Inteligencia Artificial (abreviada como IA) de los entes controlados por el ordenador, ya sean oponentes o no. Debido en parte a la deliberada omisión del modo multijugador (con partidas interminables) en favor de la experiencia del modo Un Jugador. El juego ofrece 12 niveles de IA de dificultad progresiva para los entes controlados por el ordenador. La capacidad real de la IA no se percibe en niveles de IA inferiores al 7. Los niveles del 1 al 6 contienen estrategias y contraestrategias menos sofisticadas y (exceptuando el nivel 6 de IA) se ven mermados por un menor manejo de la economía. Los niveles del 8 al 12 exprimen todo el potencial de las ventajas económicas y otros Bonus.
La IA también hace uso de los avances tecnológicos para diseñar naves propias. En los niveles de dificultad más altos estas naves se adaptan para llevar los componentes que neutralizarían nuestras naves, así que, si los jugadores enviaran flotas de naves con armas láser (haz de energía) las del enemigo estarían preparadas con escudos de energía, mientras que los que prefirieran emplear Mass Drivers se encontrarían con que las naves contrarias estarían fuertemente blindadas en su lugar.
Stardock ha modificado varias veces las capacidades de la IA desde el lanzamiento del juego en 2006.

### Gestión planetaria
En Galactic Civilizations, los planetas eran parte de un sistema estelar, y estaban localizados en el mismo cuadrante. En Galactic Civilizations II, cada planeta (o colonia) es una entidad separado en el espacio con rspecto a las demás. Más aún, los planetas ahora solo tienen un número limitado de avances a construir en ellos. La clase a la que pertenece un planeta determina el número de casillas de mejora que están disponibles para construir. Hay mejor en: manufactura, investigación, influencia planetaria, moral, y economía, así como múltiples mejoras al estilo de las "maravillas" popularizadas por la saga Civilization.
Ciertas tecnologías permiten el desbloqueo de casillas adicionales, una característica que permite a las civilizaciones más avanzadas hacer un mejor uso de un planeta de baja calidad. Los planetas pueden estar centrados en la producción militar o en la investigación, permitiendo la creación de puestos militares o bases de investigación. Además, una proporción de las baldosas ofrecen un bonus para mejoras de fabricación, investigación, agricultura, influencia o moral una vez utilizadas.
The necessity of customizing planetary improvements (which is a big part of the game) can be an increased burden on the player. To help with this, the game offers an auto-update system that can automatically upgrade any available planetary improvements as new technology becomes available.

### Economía
El aspecto en el que más se aleja Galactic Civilizations II de los otros Videojuegos de construcción de imperios (también llamados 4x)  es su sistema económico, que es muy diferente de los sistemas utilizados en la mayoría de los otros 4x de estrategia. Por lo general, en los juegos de estrategia 4x se recibe dinero sobre la base de un tipo impositivo o sobre la base de los ingresos de las casillas concretas en uso por una ciudad o un planeta.  Civilization IV utiliza este sistema, y la mayoría de los demás juegos de estrategia 4x utilizan una variante del mismo. Estos ingresos son incrementados por estructuras económicas y en ocasiones por la población, y el beneficio obtenido de este ingreso económico se utiliza para pagar las cuotas de mantenimiento y para crear grandes cantidades de unidades. Galactic Civilizations II añade otra capa de complejidad al requerir que los ingresos de un imperio sean utilizados para pagar por todas las formas de producción. Si fueras a producir una unidad de producto, ya sea de investigación o manufactura, deberías pagar créditos (que por lo general vienen reflejados en BC, Billones de Créditos ). Por lo tanto, es fundamental que el jugador equilibre el ingreso económico de su imperio con su producción industrial, y no solo con el mantenimiento de su imperio. Si el jugador no tiene la economía necesaria para apoyar un planeta industrial, entonces va a acabar en déficit, y si el jugador no corrige su economía, al final acabara en la quiebra total. Esto está en marcado contraste con la serie Civilization, donde la producción industrial no tiene nada que ver con el ingreso económico del jugador.

### Eventos aleatorios y alineamiento
En momentos aleatorios durante el juego, aunque comúnmente en la colonización de nuevos planetas, el jugador es confrontado con opciones éticas en la forma de eventos en los que una decisión de gran alcance tiene que ser tomada. Típicamente, la buena elección costará al jugador algo (ya sea directa o indirectamente). Por el contrario, la elección del mal puede traer beneficios, aunque sea a costa de otras civilizaciones o la propia población del jugador. Una opción neutral se presenta también como un compromiso. Para mantener la ética del juego sin controversias, las decisiones son muy claras, o una cosa o la otra.
Por ejemplo, un evento al azar implica la creación de un super-suero que mejora el rendimiento de los soldados a costa de reducir a la mitad la esperanza de vida de aquellos que lo toman. El jugador puede prohibir su uso y destruir todas las investigaciones a cargo del gobierno (bueno), permitir que sea utilizado solo por aquellos que se ofrezcan voluntarios (neutral), o requerir que todos los reclutas del ejército lo tomen (malo). En este caso, la "pérdida" de la buena elección es sobre todo un Coste de oportunidad en cuanto a la ventaja de antemano.
La principal ventaja de tomar buenas decisiones viene en la diplomacia con otras civilizaciones, las civilizaciones pacíficas son más exigentes en su interacción con las civilizaciones beligerantes mientras que los beligerantes son menos exigentes (a la hora de querer hablar) con los pacíficos. Además, una vez que la tecnología "Xeno Ética" ha sido desarrollada, es posible "escoger" una de las tres alineaciones, que otorga acceso a diversos bonus y mejoras. Escogiendo una alineación distinta a la ya establecida por las acciones del jugador cuesta una cantidad significativa de dinero.
Algunos eventos aleatorios afectan no solo a las civilizaciones individuales, sino también a toda la galaxia. Estos eventos a escala galáctica, pueden alterar el equilibrio de poder, transformar las civilizaciones débiles en poderosas, dar lugar a guerras entre aliados e incluso provocar el caos. En un caso, una civilización descubre una reliquia arqueológica que con el tiempo los transformará en seres "divinos". Algunos eventos pueden generar devastadoras flotas piratas en toda la galaxia o aumentar de manera repentina la influencia de una civilización hasta triplicarla. Otros eventos son más benignos, con todas las civilizaciones experimentando un auge económico a corto plazo, o una "ola de xenofobia" (generalmente provocada por una guerra prolongada) que detiene el turismo.

### Bases estelares y Recursos Galácticos
Una adición tardía a Galactic Civilizations, las bases estelares son un componente central en Galactic Civilizations II.
Hay cuatro tipos principales de bases estelares:
1. Bases estelares militares, que ayudan a las naves de los jugadores en la batalla contra otras flotas.
2. Bases estelares económicas, que aumentan la producción económica y social en la región circundante.
3. Bases estelares de Influencia, que fomentan que las poblaciones planetarias cercanas abandonen su cultura actual en favor de la del propietario de la base estelar.
4. Bases estelares de Minería, que se utilizan para extraer un bonus afectando a tu civilización entera.

Los cuatro tipos de base estelar también pueden ser mejorados con capacidades defensivas. La IA está más que dispuesta a hacer sus propias bases estelares, y puede que haga una excepción con las bases del jugador que estén demasiado cerca de sus planetas.

### Bonus de Civilización, política, y Gobierno
Cuando se diseña una civilización personalizada al jugador se le otorga una cantidad determinada de puntos que puede distribuir entre varios bonus. Estos bonos cubren gran parte de las mecánicas de juego - es posible hacer una civilización con investigadores altamente combativos y leales, o con diplomáticos altamente influyentes y prolíficos(natalidad).
Al comienzo del juego, el jugador elige uno de los ocho partidos políticos, cada uno con sus propias ventajas. Estas ventajas son acumulativas con los bonus de las civilizaciones, de modo que se puede utilizar para consolidar una ventaja ya existente o para apuntalar una debilidad potencial. Sin embargo, estos bonos se conservan solo mientras el partido del jugador siga en el poder, que depende de mantener la moral (generalmente por encima del 50%). Si el jugador pierde unas elecciones, no perderá el control del juego, solo los bonus por partido político. Además, los bonus del partido actualmente en el poder (en caso de que sea otro distinto al del jugador) se aplican como castigo a su civilización en su lugar. La moral también tiene un efecto sobre la población, y por lo tanto sobre los ingresos fiscales, por lo que es importante no subir los impuestos para obtener ganancias a corto plazo.
El jugador puede investigar formas avanzadas de gobierno que otorguen significativos bonus a la economía y la producción social. Sin embargo, se hace cada vez más difícil mantener la moral mientras se progresa de un Imperio a una República, democracia o Federación galáctica.

### Los Planetas Unidos
Los planetas Unidos es un consejo formado por todas las grandes civilizaciones de la galaxia que se reúne regularmente para tomar decisiones. La cantidad de influencia que tiene una civilización dentro del Consejo depende del propio valor de influencia de esa civilización, que es en parte un factor de población, pero que también se ve afectada por las mejoras y bonificaciones planetarias de esa civilización (entre otros factores). Los Planetas Unidos no tiene "por lo general" un gran efecto en el juego, pero algunas de las propuestas, por ejemplo, la transferencia de tecnologías únicas investigadas, o la imposición de cierto sistema de gobierno puede ser extremadamente desestabilizador para una civilización si esta propuesta es aprobada en el consejo. El jugador tiene la opción de dejar permanente Los Planetas Unidos, pero a costa de perder todos los ingresos del comercio.

### Diplomacia y relaciones entre civilizaciones
La diplomacia es una parte clave del juego. Jugadores - tanto humanos como IAs - pueden intercambiar tecnología, bases estelares, naves, planetas y bienes económicos (mejoras únicas construidas por una civilización que proporcionan una ventaja para aquellos que las obtienen). La habilidad de negociación es un factor importante que varía con los bonus y la investigación inherentes a esa civilización, puede ser posible obtener una ventaja tecnológica significativa a través del comercio cauto con las civilizaciones menos sofisticados.
Cada civilización del juego tiene texto personalizado para ella durante las negociaciones. Este texto se establece teniendo en cuenta las relaciones actuales de unas civilizaciones con las otras. Las relaciones dependen de una serie de factores, entre ellos el comercio actual, el alineamiento ético relativo, beligerancia, el poder militar y las acciones pasadas. Los jugadores controlados por la IA pueden decidir iniciar comercios de tecnología, demandar tributos al jugador, o advertirle de que han percibido sus amenazas.

## Recepción
Galactic Civilizations II recibió el premio Editor's Choice de GameSpot, GameSpy, e IGN, en las dos primeras semanas desde su lanzamiento durante las cuales más de 50,000 unidades fueron enviadas a las tiendas; un éxito inusual para algo que era considerado por muchos como un título indie. Además, varios miles de copias fueron vendidas y distribuidas directamente a través de descarga en línea en este período, debido en parte a los retrasos en la distribución de EE.UU. GameSpot nominó a "GalCiv II" en la categoría de  "Mejor Juego de Estrategia" en 2006. La recepción crítica en general fue muy positiva, obteniendo un puntaje promedio de 87%.
De acuerdo con el   CEO de Stardock Brad Wardell, en marzo de 2008, Galactic Civilizations II había vendido alrededor de 300.000 copias en total, lo que supuso unos ingresos que ascendían a las ocho cifras (orden de las decenas de millón 10.000.000), cuando el presupuesto era de menos de 1 millón de dólares.

## Distribución
Stardock no ha establecido ningún sistema de prevención de copia, en conformidad con lo que Brad Wardell ha definido como el Gamer's Bill of Rights en español Carta de los Derechos de los Jugadores.
El CD de juego no contiene ningún mecanismo relacionado con la prevención de copia y no hay necesidad de tener el disco cargado en el PC para jugar al juego. El plan Anti-piratería de Stardock consiste en que los jugadores deben completar la Activación de producto con un número de serie válido antes de que puedan recibir alguna de las actualizaciones del juego. Los números de serie se puede utilizar varias veces y el dueño de la compañía, Brad Wardell, ha declarado que están tomando un enfoque basado en la idea de que las personas que instalan el juego de manera ilegal es poco probable que compren de todos modos.
La reventa de copias del juego está en contra de los términos de licencia de Stardock. Las Copias usadas/vendidas no tendrán soporte, lo que significa que el comprador de una copia usada no podrá descargar actualizaciones del juego.
Las copias del juego compradas desde la tienda en línea de Stardock usan el número de activación de producto antes de que el juego puede ser jugado. El juego solo puede ser instalado y activado un número limitado de veces antes de tener que contactar con el soporte. Instalar el juego de la tienda en línea, en un ordenador sin conexión a Internet requiere que los archivos se descargan en un archivo en otro equipo, y una gota de activación (activation data blob) enviada por correo electrónico a Stardock, un archivo con firma es devuelto para ser utilizado en el equipo activado.

### Controversia con StarForce
El 5 de marzo de 2006 un empleado de StarForce posteó de manera pública un enlace que funcionaba en el momento de publicarlo que conducía hacia un motor de búsquedas de BitTorrent que listaba los torrents activos para conseguir  Galactic Civilizations 2 durante una discusión sobre la popularidad del juego. Su acción fu publicitada en varios sitios, tales como Digg, Neowin, y Penny Arcade. Stardock también publicó un artículo, parcialmente en respuesta para, de manera ineficaz, aclarar sus propias razones de que el juego no tuviera Protección de copia. Posteriormente a la salida del comunicado de Stardock, Starforce cerro ese tema de foro en el que su empleado comentaba, publicando una disculpa en la que alegaba que su empleado "Solo quería demostrar que todos los juegos sin protección pueden ser crackeados"

## Expansiones y modificaciones
Stardock ha lanzado dos packs de expansión para el juego, así como una actualización mayor (GalCiv 2,0). Después no continuaran con ninguna más, ya que actualmente están trabajando en sus próximos proyectos.

### Dark Avatar
Stardock lanzó un pack de expansión llamado Galactic Civilizations II: Dark Avatar in February 2007. un gran número de cosas fueron añadidas en esta expansión, tales como:
- Dos nuevas civilizaciones: una rama genocida de los Drengin llamada Los Korath y una civilización llamada Los Krynn.
- Una nueva campaña en la que el jugador lidera el Imperio Drengin.
- La habilidad para crear oponentes personalizados.
- Unas estadísticas de "medio ambiente" de los planetas, que determinaran cuales civilizaciones pueden innatamente colonizar que planetas o que tecnologías serán necesarias para otras civilizaciones si están quieren colonizarlos.
- Un papel mejorado para el espionaje, "Agentes" especiales que pueden ser contratados que pueden llevar a cabo varias misiones, tales como sabotaje de instrumentos o instalaciones o destabilizacion, en mundos rivales, o actuar como agentes del contraespionaje frente a agentes rivales que pretendan llevar a cabo misiones en los planetas del jugador.
- La presencia de útiles campos de asteroides en el mapa galáctico, para que los jugadores hagan minería en ellos consiguiendo recursos. Los Recursos extraídos de los campos de asteroides se dirigen a los planetas en los que aumentan la capacidad de fabricación.
- Una nueva pack de piezas de construcción para naves espaciales, que incluye tanto nuevos cascos y piezas, como piezas estéticas.
- El exterminio de dos civilizaciones durante la campaña. Las dos civilizaciones exterminadas seguirán estando disponibles en el modo "sandbox", pero no aparecerán en las futuras versiones del juego. The extermination of two civilizations during the campaign - the two exterminated civilizations will still be available in "sandbox" mode, but will not appear in the future títulos de la saga.

### Twilight of the Arnor
Un segundo pack de expansión llamado Galactic Civilizations II: Twilight of the Arnor fue lanzado en abril de 2008, esta expansión añade nuevo contenido al juego, tal como:
- La capacidad de destruir sistemas solares con enormes naves llamados "Estrellas del Terror".
- Árboles únicos de tecnología, mejoras planetarias, y armas para cada civilización.
- Un editor de mapas y un editor de escenarios personalizados.
- Nuevos gráficos que reducen los requisitos de memoria gráfica en un 90%.
- Nuevos tamaños del mapa galáctico, incluyendo algunos tan descomunales que pueden tardar meses de continuo juego en completarse.

De acuerdo con Stardock, Twilight of the Arnor es la expansión final para Galactic Civilizations II.

### Endless Universe
Galactic Civilizations II: Endless Universe es una compilación del material adicional de Galactic Civilizations II en el que están presentes sus dos expansionesDark Avatar y Twilight of the Arnor. Fue lanzado exclusivamente en Europa el 26 de septiembre de 2008 y fue publicado por Kalypso Media. La compilación fue lanzada como Galactic Civilizations II: Ultimate Edición en América del Norte el 9 de febrero de 2009.

### Modding
Características significativas de modding han sido construidas e implementadas en el juego en términos de archivos XML editables a nivel de usuario. Los diseños de naves también están destinados a ser distribuidos a los demás, y populares modelos (tanto derivados como originales) aparecieron poco después del lanzamiento del juego.